# Бідон (ємність)

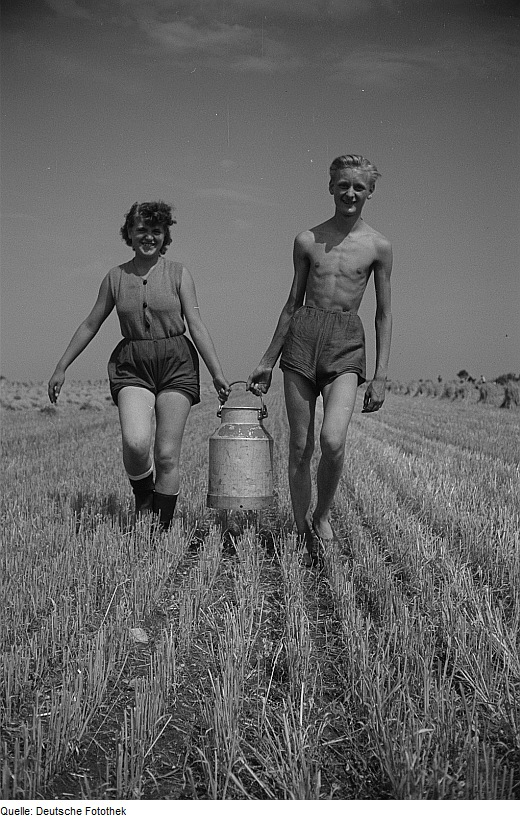

Бідон (фр. Bidon) — металева ємність для перевезення рідин, найчастіше молока, або рідкого палива (гасу, дизельного палива), з однією або декількома ручками для перенесення. Як правило циліндричної (рідше — прямокутної) форми з широким горлом. Закривається зазвичай металевою кришкою. В бідонах, призначених для транспортування на транспортних засобах може використовуватися гумова герметизація кришки — щоб не допустити протікання рідини при перекиданні бідона.

## Галерея

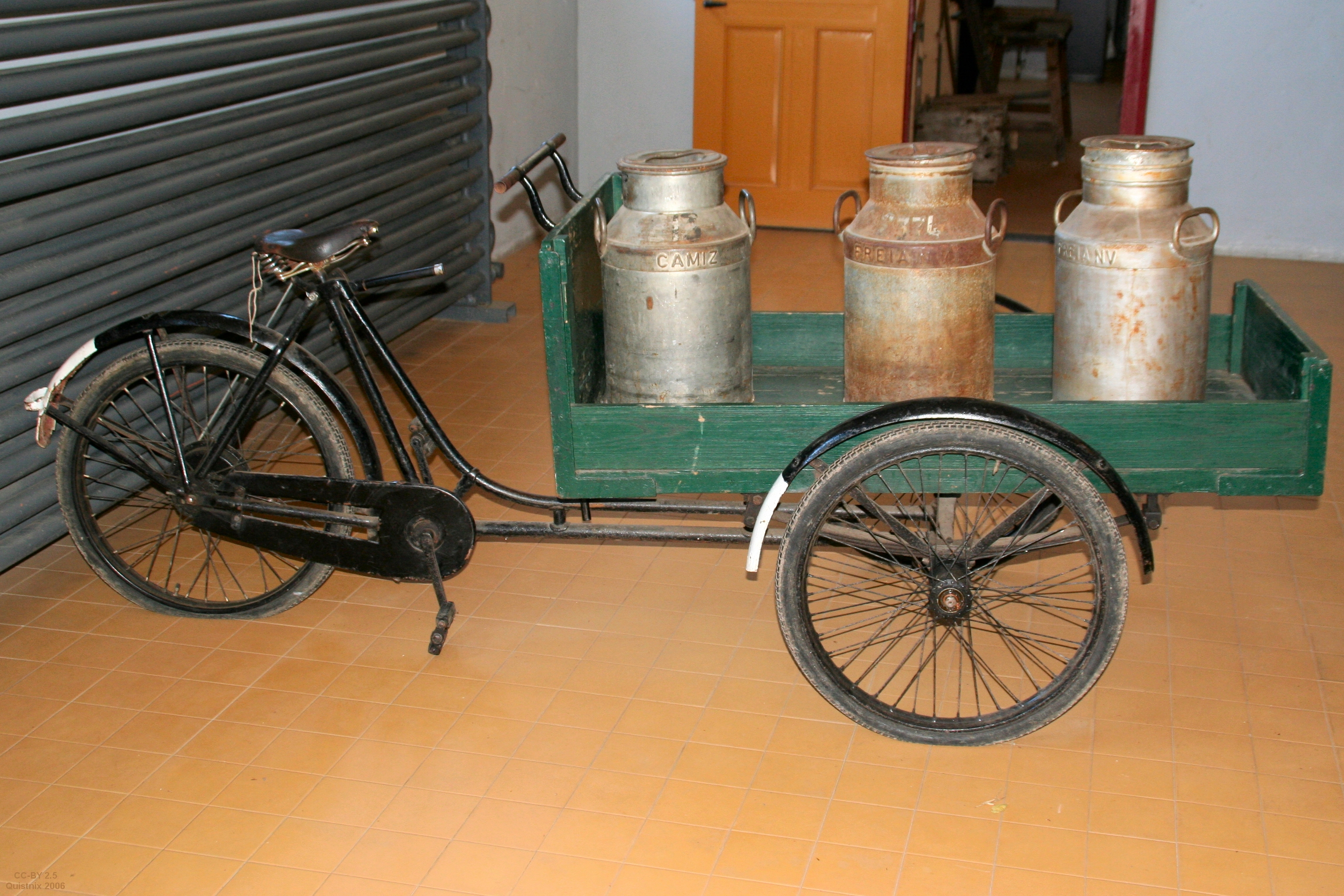
Вантажний велосипед c бідонами
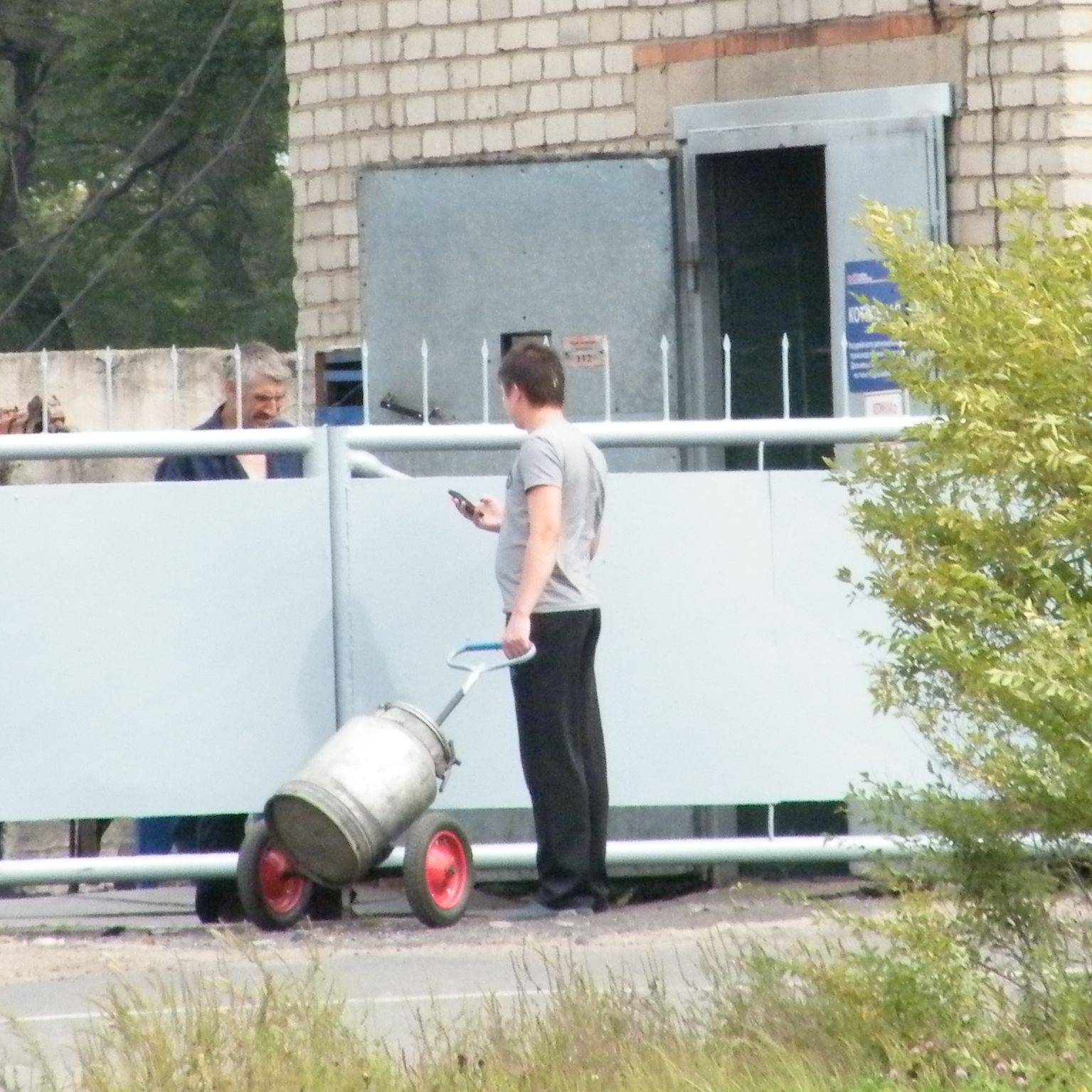
Бідон у візку
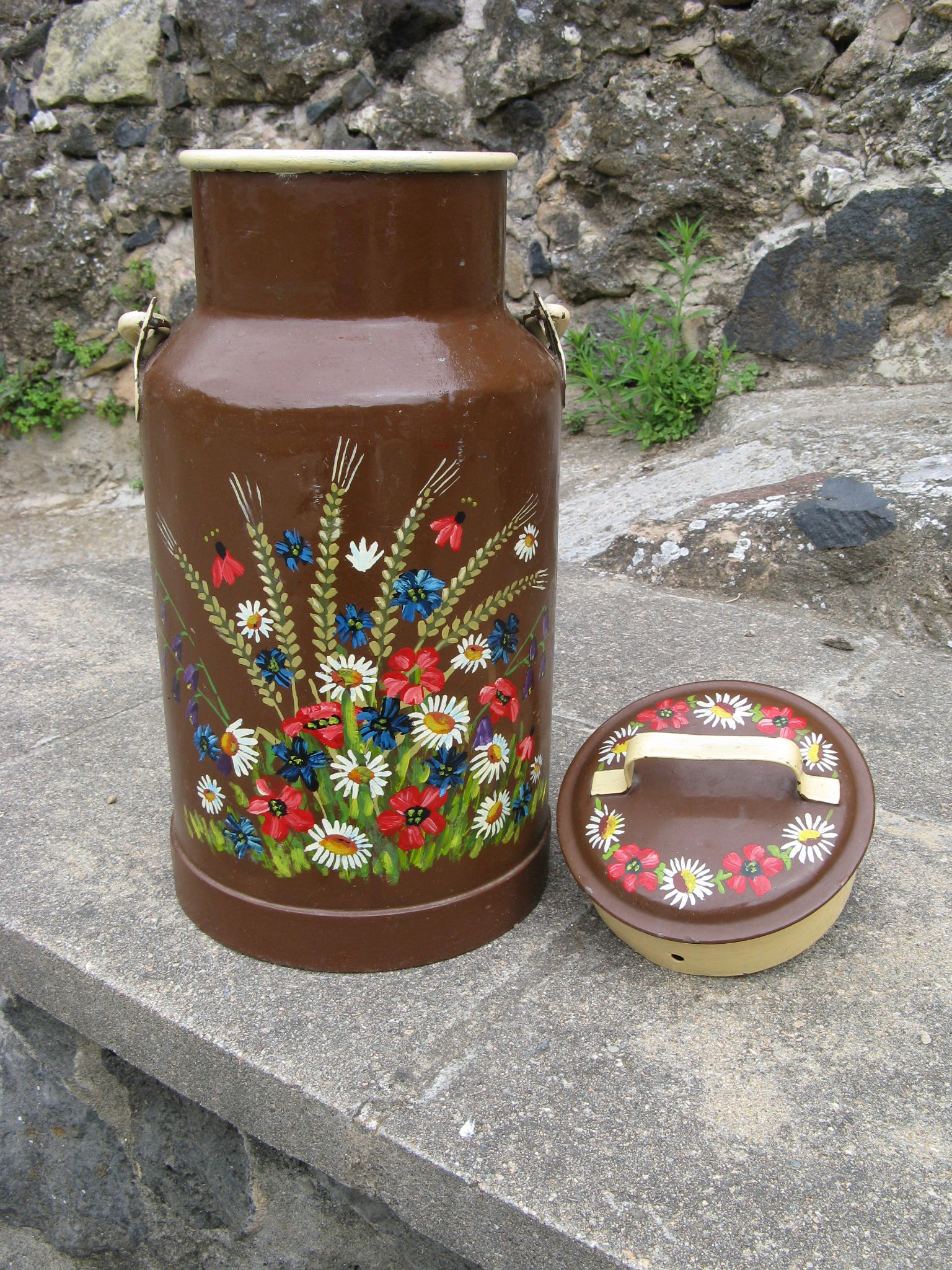
Бідон, розписаний вручну
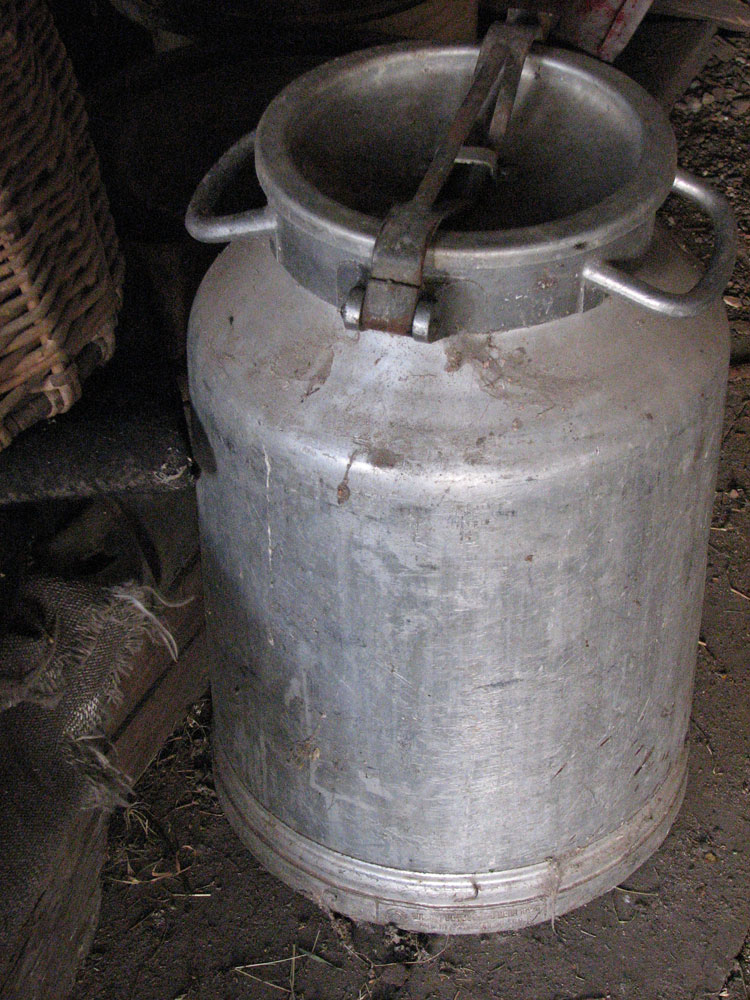
Бідон з кришкою, що герметично замикається
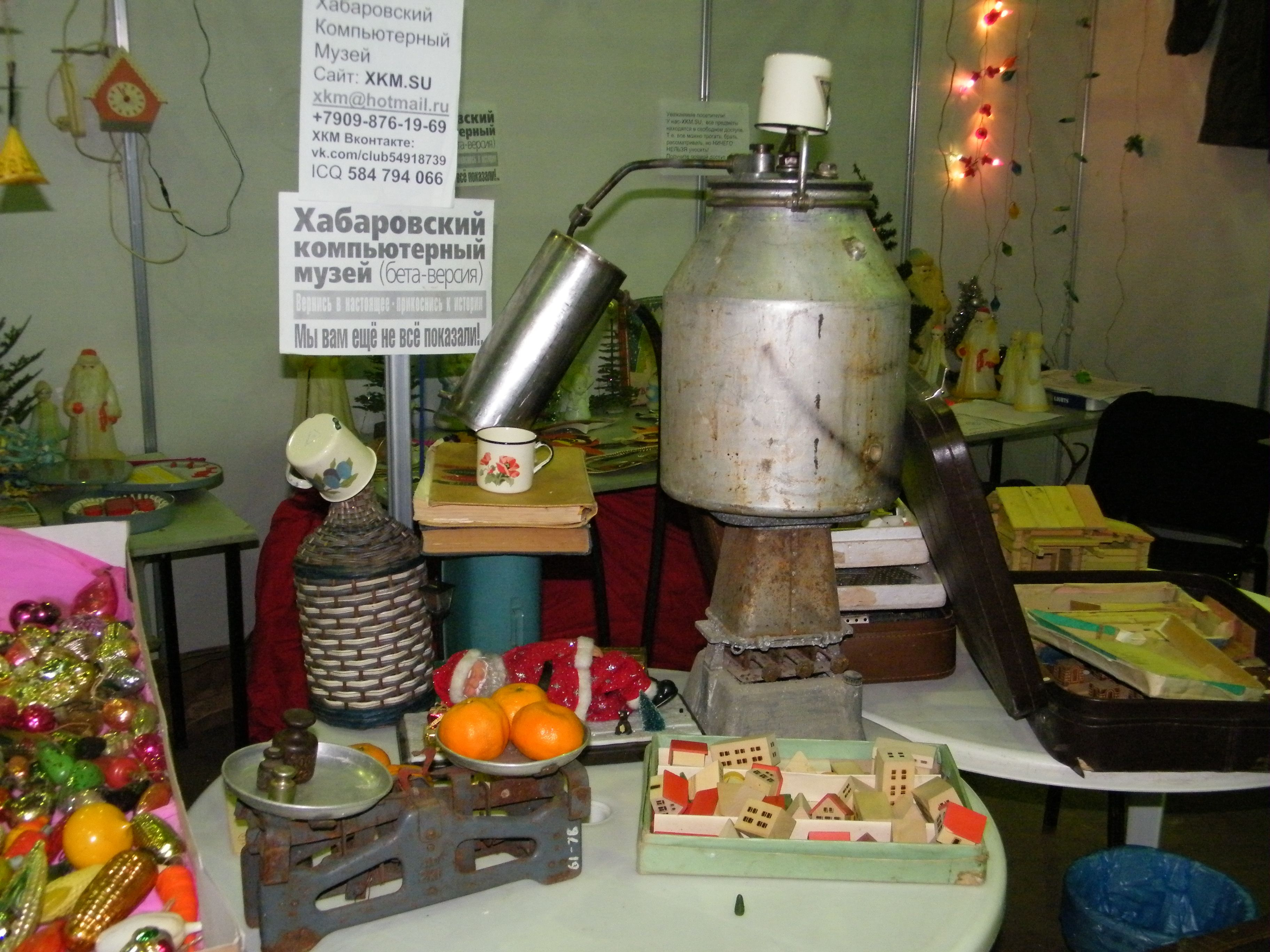
Самогонний апарат, зроблений з бідона